# Didier Rous
Didier Rous (født 18. september 1970) er en tidligere fransk professionel cykelrytter, som har cyklet for det professionelle cykelhold Bouygues Télécom.